# Visigoths-Lorraine
Visigoths-Lorraine (pol. "Organizacja Wyssogoty" lub "Szarzy Ludzie") – francusko-polska organizacja konspiracyjna działająca w latach 1940-1944 we Francji.

## Historia
Organizacja została założona w 1940 roku przez kapitana A. Wyssogota-Zakrzewskiego. Liczyła w sumie ok. 400 członków, w tym 150 Polaków. Głównym terenem jej działania był rejon Marsylii. Organizacja zajmowała się działalnością wywiadowczą, dywersyjną oraz przerzutem żołnierzy polskich i lotników alianckich zbiegłych z niewoli niemieckiej do Wielkiej Brytanii oraz Afryki Północnej. W sumie udało się jej przerzucić ok. 6 tys. osób.